# Jud (Dakota del Norte)
Jud es una ciudad ubicada en el condado de LaMoure en el estado estadounidense de Dakota del Norte. En el censo de 2010 tenía una población de 72 habitantes y una densidad poblacional de 111,64 personas por km².

## Geografía
Jud se encuentra ubicada en las coordenadas 46°31′33″N 98°53′52″O / 46.52583, -98.89778. Según la Oficina del Censo de los Estados Unidos, Jud tiene una superficie total de 0.64 km², de la cual 0.64 km² corresponden a tierra firme y (0%) 0 km² es agua.

## Demografía
Según el censo de 2010, había 72 personas residiendo en Jud. La densidad de población era de 111,64 hab./km². De los 72 habitantes, Jud estaba compuesto por el 97.22% blancos, el 0% eran afroamericanos, el 0% eran amerindios, el 0% eran asiáticos, el 0% eran isleños del Pacífico, el 0% eran de otras razas y el 2.78% pertenecían a dos o más razas. Del total de la población el 0% eran hispanos o latinos de cualquier raza.